# Eisenbahnunfall von Ladbroke Grove
Der Eisenbahnunfall von Ladbroke Grove (seltener auch Eisenbahnunfall von Paddington) war ein Frontalzusammenstoß, der sich im Londoner Stadtteil Ladbroke Grove auf der Great Western Main Line, der Zufahrtsstrecke zum Kopfbahnhof Paddington, am 5. Oktober 1999 ereignete. Ein ausfahrender Zug überfuhr ein haltzeigendes Signal und stieß mit einem einfahrenden Zug zusammen. 31 Tote und 523 Verletzte waren die Folge. Dies war der schwerste Unfall, der sich auf der Great Western Main Line je ereignete, und er trug wesentlich dazu bei, dass ein Teil der Bahnreform in Großbritannien zurückgenommen wurde.

## Ausgangslage
Um 8.06 Uhr verließ als Nahverkehrszug des Eisenbahnverkehrsunternehmens Thames Trains ein dreigliedriger Triebwagen der Baureihe 165 den Bahnhof Paddington mit dem Ziel Great Bedwyn. Der Zug war mit dem Zugbeeinflussungssystem Automatic Warning System (AWS) ausgestattet. Wird ein nicht „Fahrt frei“ zeigendes Signal überfahren, ohne dass der Lokomotivführer die Wachsamkeitstaste betätigt, löst AWS einen Warnton aus, aber keine Zwangsbremsung. Der Zug sollte in der Betriebsstelle Ladbroke Grove Junction auf das Gleis für die Weiterfahrt nach Westen geleitet werden. Dessen Triebfahrzeugführer war noch nicht sehr erfahren, bei seiner Ausbildung war der Aspekt „Streckenkunde“ vernachlässigt worden und er hatte bis dahin nur etwa 20 Ausfahrten aus dem Bahnhof Paddington hinter sich.
Ein High Speed Train der First Great Western aus zwei Dieseltriebköpfen der Baureihe 43 an jedem Ende des Zuges und 8 Fernreisezugwagen war gleichzeitig von Cheltenham nach Paddington unterwegs und befand sich von Westen her in der Anfahrt auf Ladbroke Grove Junction.
Zwischen dem Bahnhof Paddington und der 3,2 km davor gelegenen Betriebsstelle Ladbroke Grove Junction waren alle Gleise der mehrgleisigen Strecke für Gleiswechselbetrieb ausgestattet, um die Einfahrt von Zügen in den Bahnhof flexibler gestalten und mehr Bahnsteige anfahren zu können. Jenseits von Ladbroke Grove Junction waren die vier Gleise der Strecke jeweils nur in eine Richtung signalisiert. Ausfahrende Züge mussten also spätestens hier auf eines der beiden stadtauswärts führenden Gleise geleitet werden. Die fünf Einfahrtsgleise aus Richtung Paddington in die Betriebsstelle waren durch Signale gesichert, die nebeneinander auf einer Signalbrücke montiert waren. Das Signal, das die Einfahrt des Nahverkehrszuges in die Betriebsstelle regeln sollte, war von Lokomotivführern schon mehrfach verkannt worden: Innerhalb von sechs Jahren wurde acht Mal ein haltzeigendes Signal überfahren. In der späteren Untersuchung wurde festgestellt, dass es durch Sichthindernisse das letzte aller fünf Signale auf der Signalbrücke war, die der Lokomotivführer erkennen konnte. Der Lokomotivführer des Nahverkehrszuges war auf diese Gefahrenstelle nie hingewiesen worden. Hinzu kam, dass einige Jahre zuvor die Signalanlagen komplett umgebaut worden waren, um den Gleiswechselbetrieb zu ermöglichen. Sie wurden vorzeitig montiert. Eine endgültige Genehmigung für die Signalanlagen stand zum Unfallzeitpunkt noch aus.
Der Morgen des 5. Oktober 1999 war ein sonniger Tag. Gegen 8 Uhr stand die Sonne flach hinter dem aus Paddington ausfahrenden Zug und spiegelte sich in den Signalen.

## Unfallhergang
Dem Triebwagen wurde vor Ladbroke Grove Junction durch ein erstes Signal mit einem einzigen gelben Licht „Halt erwarten“ und dann an der Signalbrücke vor Ladbroke Grove Junction „Halt“ geboten, da er die Einfahrtsgleise queren musste und dem Fernzug bei der Einfahrt in Paddington Vorfahrt gewährt wurde. Durch die spiegelnde Sonne hat der Triebfahrzeugführer dies vielleicht nicht zutreffend erkannt. Mit endgültiger Sicherheit ließ sich das nicht mehr klären, da auch er bei dem Unfall ums Leben kam. Gleiches gilt für das entscheidende Signal auf der Signalbrücke, das er aufgrund der spiegelnden Sonne vermutlich nicht zutreffend erkannte.
Nachdem er das haltzeigende Signal überfahren hatte, leiteten ihn die folgenden Weichenverbindungen auf das Gleis der Gegenrichtung, auf dem sich der Zug aus Cheltenham näherte. Die Züge kollidierten ca. 600 Meter weiter westlich bei einer addierten Geschwindigkeit von 213 km/h. Beide Triebfahrzeugführer starben.
Der Aufprall zerstörte die ersten beiden Personenwagen des Nahverkehrszuges vollständig, während der letzte Wagen unversehrt blieb. Dessen Tank wurde aufgerissen und der Dieselkraftstoff entzündete sich. Dabei entstanden in dem Trümmerfeld, das die beiden Züge nun bildeten, Brandherde. Besonders stark betroffen war hiervon der erste Wagen des Fernzuges.

## Folgen
31 Fahrgäste und Eisenbahnmitarbeiter starben, 24 im Nahverkehrszug, 7 im Fernzug, davon einer durch Verbrennungen. 227 Menschen mussten ins Krankenhaus eingeliefert werden, darüber hinaus wurden weitere 296 Menschen verletzt.
Der Unfall wäre durch das verfügbare, aber aus Kostengründen nicht installierte automatische Zugbeeinflussungssystem GW ATP verhindert worden, das in diesem Fall eine Zwangsbremsung ausgelöst hätte. Nach dem Eisenbahnunfall von Southall 1997 war dies der zweite schwere Eisenbahnunfall, der sich auf der Great Western Main Line ereignete, nur wenige Kilometer östlich der ersten Unfallstelle. Beide Eisenbahnunfälle trugen wesentlich dazu bei, das Vertrauen der Öffentlichkeit in die Privatisierung der Eisenbahn nachhaltig zu erschüttern. Aber erst der Eisenbahnunfall von Hatfield am 17. Oktober 2000 mit vier Toten und 70 Verletzten führte dann zum Zusammenbruch des Eisenbahninfrastrukturunternehmens Railtrack, das am 7. Oktober 2001 unter Zwangsverwaltung gestellt und am 18. Oktober 2002 aufgelöst wurde. Die Bahninfrastruktur wurde für 500 Millionen Pfund Sterling an das neu gegründete, nicht gewinnorientierte Unternehmen Network Rail verkauft.
Die amtliche Untersuchung wurde von Lord Cullen durchgeführt. Da der Lokomotivführer, der das haltzeigende Signal überfahren hatte, bei dem Unfall ums Leben gekommen war, kam es zu keinem Strafprozess. Allerdings wurde Thames Trains mit einem Bußgeld in Höhe von 2 Mio. £ wegen der defizitären Lokomotivführerausbildung belegt und Network Rail, Rechtsnachfolger von Rail Track, mit einem Bußgeld in Höhe von 4 Mio. £ wegen des leichtfertigen Umgangs mit den Problemen an dem Signal.
Darüber hinaus wurde die Eisenbahnaufsicht (Her Majesty’s Railway Inspectorate) umstrukturiert und 2003 durch den Rail Safety and Standards Board und 2005 die Rail Accident Investigation Branch ergänzt. Die Signalanlage, die Ursache für den Unfall war, wurde umgebaut.
Ein Erinnerungsgarten mit Blick auf die Unfallstelle wurde eingerichtet, zugänglich vom Parkplatz des benachbarten Supermarktes der Firma Sainsbury.